# 7ORDERのミカタ
『7ORDERのミカタ』（セブンオーダーのミカタ）は、メ～テレで放送されていたバラエティ番組。7ORDERの冠番組でもある。

## 概要
7ORDERが1時間半という短い時間でゲストダンサーとコラボ作品を作り上げていくバラエティ番組。タイトルの「ミカタ」とはアーティストを味方にするという意味と、視聴者の7ORDERの見方が変わるというダブルミーニングである。CSダンスチャンネルでも7月27日から放送、Amazon Prime Video「ダンスチャンネル オンデマンド」でも7月28日から配信された。また2022年4月20日にはBlu-ray / DVDが日本コロムビアから発売される予定。

## 出演者
- 7ORDER
  - 安井謙太郎
  - 真田佑馬
  - 諸星翔希
  - 森田美勇人
  - 萩谷慧悟
  - 阿部顕嵐
  - 長妻怜央

## 放送リスト
| 放送回 | 放送日   | サブタイトル                                               | ゲスト                          |
| ------ | -------- | ---------------------------------------------------------- | ------------------------------- |
| 1      | 7月20日  | カリスマHIPHOPダンサーとセッション！                       | Beat Buddy Boi（Toyotaka、RYO） |
| 2      | 8月3日   | 7ORDER×HIPHOPのコラボ作品が完成！                          | Beat Buddy Boi（Toyotaka、RYO） |
| 3      | 8月17日  | 7ORDERがHOUSEのダンスのステップを…                         | SHUHO                           |
| 4      | 8月31日  | 難易度が高いHOUSEの技に7ORDERが大苦戦！                    | SHUHO                           |
| 5      | 9月14日  | 自分たちの楽曲の振りをHOUSEバージョンで作る！              | SHUHO                           |
| 6      | 9月28日  | 7ORDER×HOUSEのコラボ作品が完成！                           | SHUHO                           |
| 7      | 10月12日 | 7ORDERがBREAKINGに挑む！                                   | 九州男児新鮮組                  |
| 8      | 10月26日 | BREAKINGの才能開花!?                                       | 九州男児新鮮組                  |
| 9      | 11月9日  | 「心配ルーティン」に挑戦!?                                 | 九州男児新鮮組                  |
| 10     | 11月23日 | ついに完成！7ORDERが世界の九州男児新鮮組とBREAKINGコラボ   | 九州男児新鮮組                  |
| 11     | 12月07日 | コラボダンスの集大成！全ジャンルを踊ってみようスペシャル!! | Beat Buddy Boi（Toyotaka、RYO） |
| 12     | 12月21日 | ついに最終回！コラボダンスの集大成！                       | Beat Buddy Boi（Toyotaka、RYO） |

## ネット局
|            | 放送対象地域 | 放送局         | 系列                           | 放送機関             | 放送時間（JST） |
| 中京広域圏 | メ〜テレ     | テレビ朝日系列 | 2021年7月20日 - 2021年12月21日 | 隔週火曜 0:53 - 1:25 | 制作局          |

## テーマソング
7ORDER「SUMMER様様」